# 上魏斯
上魏斯是德国莱茵兰-普法尔茨州的一个市镇。总面积9.74平方公里，总人口528人，其中男性262人，女性266人（2011年12月31日），人口密度54人/平方公里。